# Bay Minette
Bay Minette es una ciudad del Condado de Baldwin, Alabama, Estados Unidos. En el censo de 2000, su población era de 7820. 

## Demografía
En el 2000 la renta per cápita promedia del hogar era de $ 27.226$, y el ingreso promedio para una familia era de 34.605$. El ingreso per cápita para la localidad era de 16.093$. Los hombres tenían un ingreso per cápita de 30.149$ contra 21.369$ para las mujeres.

## Geografía
Bay Minette está situado en 30°53′0″N 87°46′38″O / 30.88333, -87.77722 (30.883446, -87.777183)..
Según la Oficina del Censo de los EE. UU., la ciudad tiene un área total de 8.04 millas cuadradas (20.82 km ²).

## Educación
Las Escuelas Públicas del Condado de Baldwin gestiona escuelas públicas.